# Centropristis philadelphica
Centropristis philadelphica es una especie de pez del género Centropristis, familia Serranidae. Fue descrita científicamente por Linnaeus en 1758.
Se distribuye por el Atlántico Occidental: Carolina del Norte hasta Florida y norte del golfo de México. La longitud total (TL) es de 30 centímetros. Habita en fondos rocosos. Puede alcanzar los 171 metros de profundidad.
Está clasificada como una especie marina inofensiva para el ser humano.